# Chloroclystis celidota
Chloroclystis celidota là một loài bướm đêm trong họ Geometridae.